# Kostel svatého Bartoloměje (Všeradice)
Kostel svatého Bartoloměje ve Všeradicích v okrese Beroun stojí ve východní části vesnice při silnici na Nesvačily.

## Historie
Není známo kdy původně gotický kostel vznikl, ale první zmínka o něm je zachována z roku 1348. V roce 1765 prošel přestavbou, která mu dala dnešní podobu. V průběhu dějin se stavěly pod kostelem krypty kam byla pochovávána místní šlechta.

## Farnost
Všeradická farnost zahrnovala vesnice Všeradice, Nesvačily, Podbrdy, Drahlovice a Vinařice. K 1. červenci 2006 byla v rámci reformy farní správy všeradická farnost zrušena, respektive připojena k řevnické farnosti. Bohoslužby se ve všeradickém kostele i nadále konají každou neděli dopoledne.